# Госсамер Кондор
Госсамер Кондор (англ. Gossamer Condor) — первый в мире летательный аппарат, управляемый мускульной силой человека и выполнивший условия премии Кремера, учреждённой в 1959 году для создателей мускульных летательных аппаратов. Специфические требования премии состояли в том, что аппарат должен был пролететь не менее мили на определённой высоте.
Аппарат создали Пол Маккриди и Питер Лиссаман из компании AeroVironment, Inc. в начале 1970-х гг. Перелёт, за который была присуждена премия Кремера, осуществил в 1977 г. велосипедист Брайан Аллен.
В настоящее время аппарат хранится в Национальном музее авиации и космонавтики Смитсоновского института.
Успех сподвиг Пола Маккриди и его компанию AeroVironment на создание новых экспериментальных аппаратов:
- Gossamer Albatross — аппарат, перелетевший через Ла-Манш,
- Solar Challenger — версия предыдущего аппарата на солнечных батареях и электрической тяге, которая также пересекла Ла-Манш,
- Pathfinder/Helios — серия беспилотных летательных аппаратов на солнечных батареях.

## Технические характеристики
- размах крыльев: 29,25 м
- длина: 9,14 м
- высота: 5,49 м
- масса: 31,75 кг.